# Ordonnance de 1669 sur les Eaux et Forêts

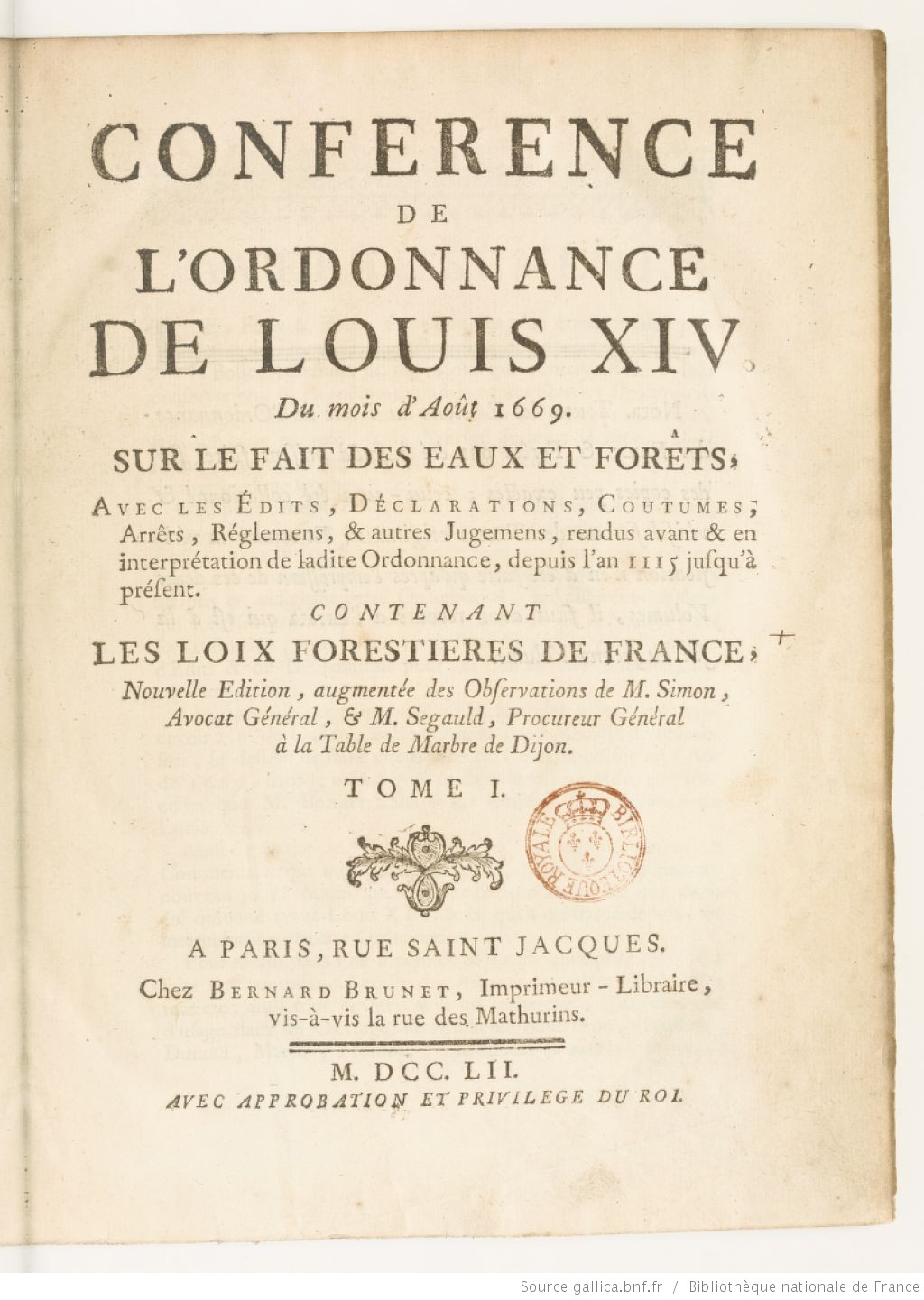
Gallon, De (officier de la maîtrise des eaux et forêts de Rochefort), Conférence de l'ordonnance de Louis XIV du mois d'août 1669, sur le fait des eaux et forêts, tome 1, avec les édits, déclarations, coutumes... depuis l'an 1115 jusqu'à présent. Contenant les loix forestières de France. Nouvelle édition, augmentée des observations de M. Simon... & M. Segauld..., B. Brunet (Paris), 1752, 2 vol. ([15]-928, [3]-860 p.) ; in-4 (Bibliothèque nationale de France, F-12217)

L'Ordonnance de 1669 de Louis XIV « sur le fait des Eaux et Forêts », rédigée sous l’impulsion de Colbert, vise à protéger et restaurer la ressource en bois, de chêne notamment, pour la future construction navale. L’Ordonnance rassemble et clarifie des règlements plus anciens. Le code forestier français est son héritier direct.

## Histoire

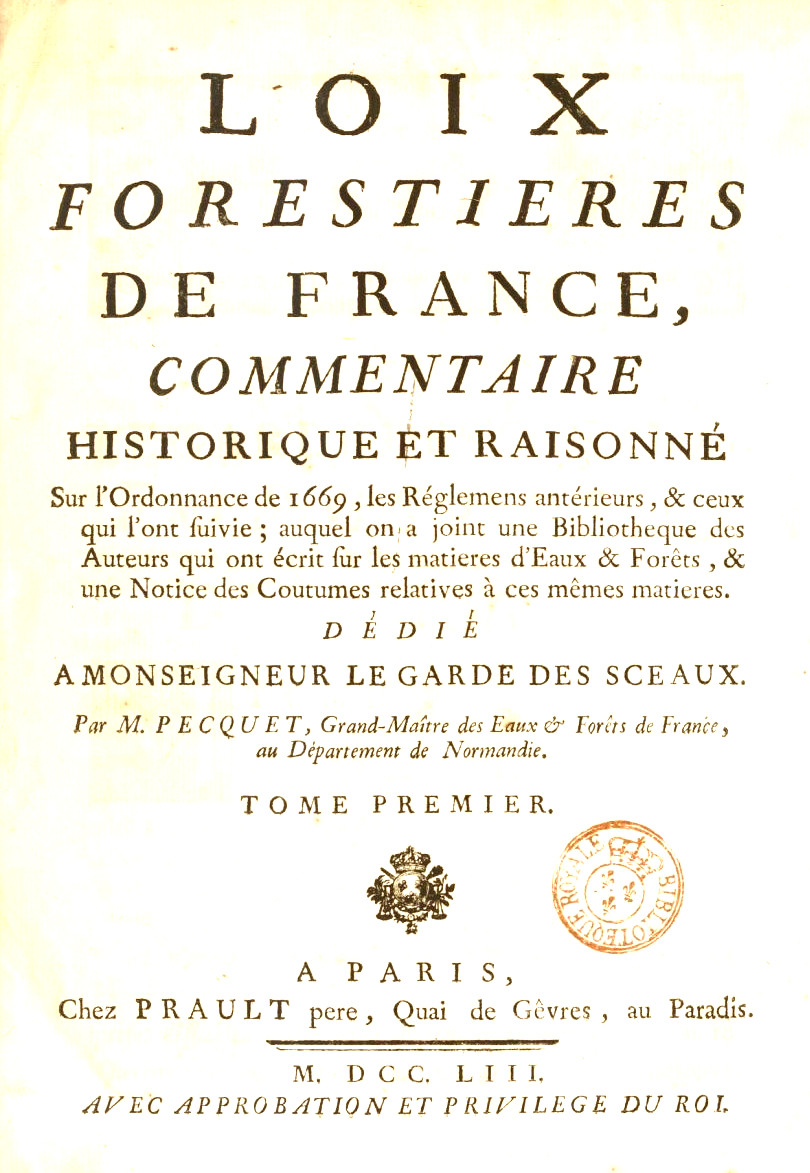
A. Pecquet, Loix forestieres de France.

Constatant que « le désordre qui s’était glissé dans les Eaux et Forêts de notre royaume fût si universel et si invétéré que le remède en paraissait presque impossible », Louis XIV promulgue une ordonnance qui va faire date dans l’histoire de la forêt. En effet, l’ordonnance de 1669 unifie le droit forestier, réorganise l’administration, précise les compétences des officiers royaux et impose à tout le royaume un mode d’exploitation uniforme des forêts. C’est à ce titre qu’on considère parfois l’Ordonnance de 1669 comme le premier code forestier, alors qu’elle ne fait que couronner un ouvrage commencé en 1318. Il est vrai que le premier code forestier de 1827 reprendra beaucoup d’éléments de cette ordonnance. Le principal rédacteur au fond de l’Ordonnance est Colbert qui utilisa l'importante documentation contenue dans les ouvrages de Saint-Yon et Chauffourt, forestiers du temps d'Henri IV.

## La grande réformation
Avant la promulgation de l’Ordonnance, il est fait une « grande réformation » entre 1661 et 1680, des forêts royales, mais également des forêts ecclésiastiques et des forêts des communautés qui sont placées sous la protection du Roi. La nécessité de cette Réformation est due à l’extrême désordre de l’administration et des biens royaux après la longue période des guerres de Religion. En effet, « L'ignorance des officiers forestiers, les constants besoins d'argent du Trésor, les malversations avaient entraîné d'énormes gaspillages, des ventes de bois inconsidérées. » Cette réformation consiste à faire l’inventaire des droits que possèdent les riverains, à dresser la liste des abus, usurpations et des délits commis dans ces forêts. Une partie des officiers forestiers est révoquée. À l’issue de cette réformation, la Couronne récupère plus de 70 000 arpents de bois et le montant des amendes excède les 2 millions de livres. La Réformation est mise en œuvre par des intendants, ainsi qu’un petit nombre de techniciens forestiers comme Louis de Froidour qui se fit connaître dans la réformation des forêts de l'Île-de-France, puis fut chargé de celle de l'immense département du Languedoc, auquel il fallut adjoindre toutes les Pyrénées, le Quercy et l'Angoumois.

## Plan de l’Ordonnance de 1669
L’Ordonnance de 1669 est composée de 32 Titres eux-mêmes divisés en Articles. Après avoir défini « la Jurisdiction des Eaux & Forests », l’Ordonnance s’intéresse au personnel, depuis les « Officiers des maitrises » et « Grands Maistres », jusqu’aux greffiers ou Garde-marteaux. Elle s’intéresse ensuite aux grands événements qui touchent la vie d’une forêt, l’assiette des coupes, le « martelage », l’organisation de la glandée ou la vente de chablis (« Des Ventes et Adjudications des Panages, Glandées & Paissons »), de même que l’affouage. Le cas des bois « en grurie, Grairie, Tiers, & Danger » comme celui des « Bois appartenans aux Ecclésiastiques & gens de main-morte » ainsi que ceux « Des Bois, Prez, Marais, Landes, Pastis, Pescheries, & autres biens appartenans aux Communautés & Habitans des Paroisses ». Bien entendu les « Bois appartenans aux particuliers » ont également droit de cité. Les cinq derniers titres sont consacrés à la « Police et Conservation des Forests, Eaux & Rivieres », aux « Routes et Chemins Royaux és Forests & marehepieds des Rivieres ». Viennent ensuite deux titres sobrement intitulés « Des Chasses » et « De la Pesche ». Enfin, le dernier titre est consacré aux « Peines, amendes, restitutions, dommages, interests, & confiscations ».

## Principales obligations

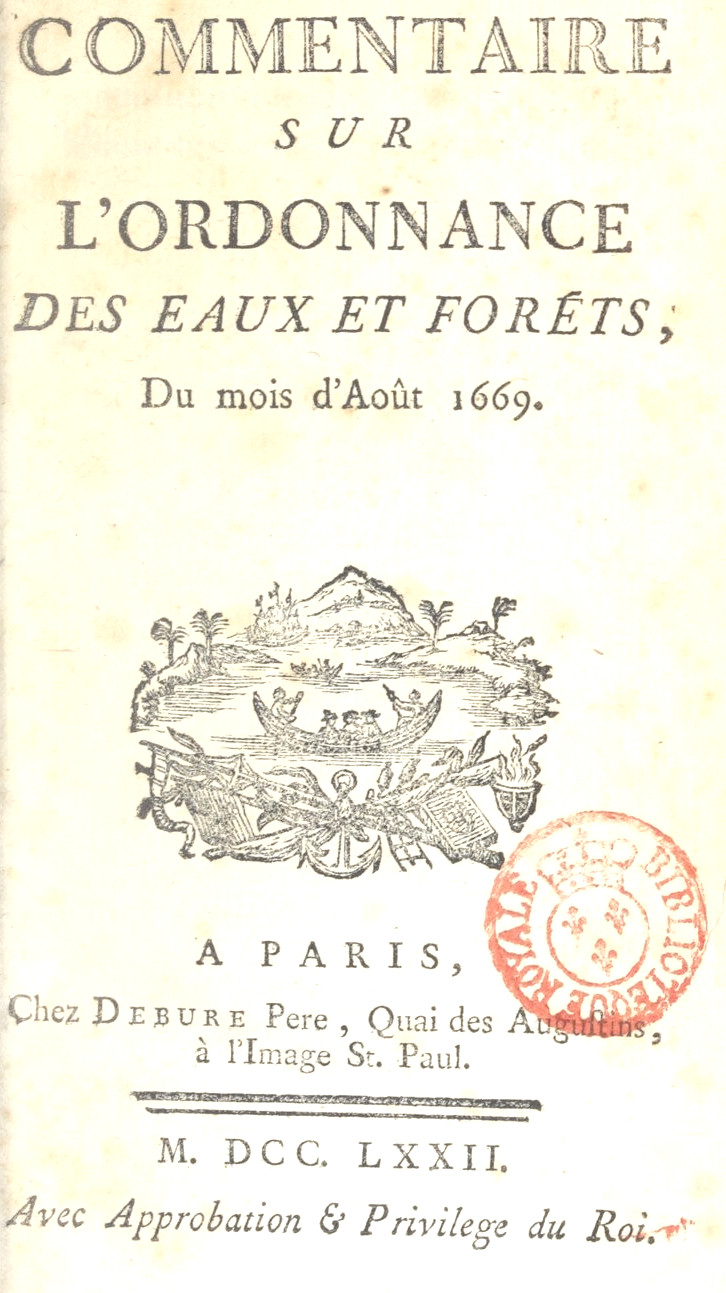
Daniel Jousse, Commentaire sur l'Ordonnance, 1772.

L'Ordonnance de 1669 régit les Eaux et Forêts du royaume, dont la chasse, la pêche et la police des eaux. Elle met en place une conduite forestière reposant sur quelques principes généraux comme la création d'un plan d'aménagement avec la distraction d'un quart de la superficie en réserve, la coupe à blanc étoc du bois avec réserve de 16 baliveaux à l'arpent et un âge minimum d'abattage fixé à 10 ans. Avant tout abattage, le propriétaire doit demander une autorisation. Cette procédure permet à la marine de venir visiter la coupe pour réserver les bois pour la construction navale. Ce règlement est d'abord celui des bois royaux avant d'être étendu aux bois des particuliers comme à celui des communautés à partir de 1715.
Le Grand maître des Eaux et Forêts bénéficie en plus de ces compétences juridiques, de compétences administratives étendues comprenant la mise en place des plans d'aménagement forestiers, l'entretien des berges des cours d'eau, la police de la pêche et la réception des gardes. Il est tenu de visiter les bois de son ressort et de dresser éventuellement des procès-verbaux de contravention.

## Impact de l’Ordonnance sur les paysages
L’Ordonnance de 1669 va avoir un très grand impact sur les paysages, qui se mesure pleinement à partir de la seconde moitié du XVIIIe siècle. En effet, les grandes futaies séculaires laissent la place à un Taillis sous futaie, beaucoup plus clair et facilitant des tiges droites et un houppier très haut. La demande des manufactures, notamment de l’industrie métallurgique, amène un changement radical, « l'abat progressif au cours des XVIIe siècle et XVIIIe siècle de la plupart des futaies du royaume ». Elle fait dire à Philippe Braunstein que la métallurgie « a contribué à éclaircir durablement ou à faire disparaître des forêts, ou, au contraire, à uniformiser les essences des futaies et des taillis qui se perpétuent jusqu'à nos jours ». L'accès au bois est désormais très réglementé et des gardes forestiers, appartenant à la maîtrise, mais également aux autres propriétaires comme aux communautés, sont chargés de la surveillance. Il n'est plus question de monter au bois jardiner. Chaque année, en suivant le plan d'aménagement, une coupe à blanc est effectuée dans un des cantons. Son produit est partagé entre les ayants droit, c'est l'affouage. Si la récolte est insuffisante, il devient donc nécessaire de se procurer le bois manquant en l'achetant, ce qui n'est pas encore entré dans les habitudes. La chasse, comme la pêche, sont toujours interdites à ceux qui ne détiennent pas de biens nobles. Cette activité, un loisir pour la fraction supérieure de la population rurale, un complément nécessaire de protéines pour la plupart, est celle qui induit le flux le plus important de procès-verbaux.

## Conclusion
Monument administratif de l’Ancien-Régime, l’ordonnance de 1669 sert de soubassement à l’actuel Code forestier. Restaurant l’autorité du Roi et mettant en place une administration solide disposant du monopole de jugement des infractions, l’Ordonnance a permis la restauration des hautes futaies et l’indépendance du Royaume en matière de bois de marine dans la seconde moitié du XVIIIe siècle. Cependant, le règlement de l’Ordonnance est idéal pour la sylviculture du chêne, mais totalement inadapté aux peuplements de conifères qui ne rejettent pas sur souche. De même, la coupe à blanc étoc a transformé la nature des peuplements forestiers en favorisant la pousse du chêne, essence photophile.